# صمد مرعشی
صمد مرعشی (زادهٔ ۱۳۴۳ در منجیل) نمایندهٔ حوزهٔ انتخابیهٔ رودبار در دورهٔ هشتم مجلس شورای اسلامی بوده‌است.